# Национални паркове в България
Националните паркове в България представляват защитени територии определени от Закона за защитените територии в България. Те са държавна собственост и в тях не се включват селища, а екосистемите са изцяло с естествен произход и с голямо разнообразие на растителни и животински видове и местообитания. В България са обособени 3 национални парка с обща площ 193 000 хектара.

## Списък на националните паркове в България
Българските национални паркове са три и имат обща площ 150 362,3 ha или 1,35 % от площта на страната. В тях са включени множество резервати, природни забележителности и защитени местности.
| Национален парк  | Снимка | Местоположение, координати                                                       | година на обявяване | Площ (ha) | Описание |
| ---------------- | ------ | -------------------------------------------------------------------------------- | ------------------- | --------- | --- |
| Пирин            |        | Пирин планина 41°45′36″ с. ш. 23°25′48″ и. д. / 41.76° с. ш. 23.43° и. д.        | 1962                | 40 332    | Разположен в най-високите части на Пирин и е най-старият национален парк в България. Паркът опазва гори от бяла и черна мура и съобщества от клек. Тук е и голям броят на ендемичните, застрашени и редки растения. Включен е в Списъка на световното културно и природно наследство на ЮНЕСКО.                                             |
| Рила             |        | Рила планина 42°07′48″ с. ш. 23°34′48″ и. д. / 42.13° с. ш. 23.58° и. д.         | 1992                | 81 046    | Намира се в централните и най-високи части на Рила планина. Oпазва: саморегулиращи се екосистеми със значително биологично разнообразие; съобщества и местообитания на редки и застрашени видове; исторически паметници със световно значение за науката и културата. Оттук извират едни от най-пълноводните реки на Балканския полуостров. |
| Централен Балкан |        | Средна Стара планина 42°42′36″ с. ш. 24°50′24″ и. д. / 42.71° с. ш. 24.84° и. д. | 1991                | 71 669    | Разположен по билото на Стара планина и опазва уникално богатство от горски масиви, растителни и животински видове. Установени са над 1900 вида висши растения. Включва разнообразни пейзажи, скални феномени, водопади. Туристическите пътеки са над 470 км. В околностите на Парка местните хора развиват традиционен поминък и занаяти.  |

## Дейности в националните паркове в България
Според Закона за защитените територии в България, в националните паркове са забранени следните дейности:
- извеждане на голи сечи
- ловът и дивечоразвъдната дейност
- производствени дейности
- строителство, освен на туристически заслони и хижи и ремонт на съществуващи сгради
- събиране на редки, ендемитни, реликтни и защитени видове, освен за научни цели
- събиране на вкаменелости и минерали, увреждане на скални образувания
- внасяне на неприсъщи за района растителни и животински видове
- и др.